# إيهإيج ساتو
إيهإيجِ ساتو (باليابانية: 佐藤 英二) (8 أبريل 1971 في اليابان – )؛ هو لاعب كرة قدم ياباني سابق كان يلعب كلاعب وسط.

## وصلات خارجية
- إيهإيج ساتو على موقع رابطة كرة القدم اليابانية للمحترفين (اليابانية)
- إيهإيج ساتو على موقع عالم كرة القدم.نت (الإنجليزية)